# Stenus hubbardi
Stenus hubbardi är en skalbaggsart som beskrevs av Thomas Casey. Stenus hubbardi ingår i släktet Stenus och familjen kortvingar. Inga underarter finns listade i Catalogue of Life.